# ماركو أوريليو سيلفا فوجساني
ماركو أوريليو سيلفا فوجساني (8 فبراير 1972 في البرازيل – )؛ هو لاعب كرة قدم سابق كان يلعب كمهاجم.

## وصلات خارجية
- ماركو أوريليو سيلفا فوجساني على موقع رابطة كرة القدم اليابانية للمحترفين (اليابانية)
- ماركو أوريليو سيلفا فوجساني على موقع عالم كرة القدم.نت (الإنجليزية)